# Black Sunday (film)
Black Sunday è un film statunitense del 1977 diretto da John Frankenheimer, tratto dall'omonimo romanzo di Thomas Harris.

## Trama
Siamo nel 1976: la giovane ed attraente palestinese Dahlia Iyad sta progettando con altri colleghi un attentato-strage negli Stati Uniti, da effettuarsi con la complicità di un ex pilota militare americano, Michael J. Lander, che Dahlia si porta a letto; ciò per punire gli americani per il loro sostegno allo stato d'Israele e, allo stesso tempo, per convincerli che, se non cambiano alleanza, incorreranno in guai ancor peggiori. Dahlia si reca a Beirut, in una villa occupata dai miliziani dell'organizzazione paramilitare a cui appartiene, per discutere gli ultimi dettagli e registrare il messaggio che verrà trasmesso agli americani dopo l'esecuzione dell'attentato. Ma, la notte stessa in cui Dahlia ha registrato il messaggio, un commando dei Servizi Speciali di Israele, guidato dal maggiore David Kabakov, irrompe armi in pugno nella villa sterminandone tutti gli occupanti tranne Dahlia, sorpresa mentre è sotto la doccia dallo stesso Kabakov che, inspiegabilmente, la risparmia.
Poco tempo dopo, Kabakov ricompare negli USA e fa ascoltare il nastro della registrazione sequestrato durante l'attacco di Beirut ad alcuni autorevoli membri dell'FBI. La registrazione non lascia dubbi: è in preparazione un grave attentato sul territorio nazionale, ma non si sa dove né come e né quando, anche se si arguisce molto presto. Anche Dahlia è negli USA con il suo amante, un pilota della marina che, dopo essersi fatto sei anni di prigionia in Vietnam, dapprima è stato piantato dalla moglie, che se n'è andata con un altro durante la prigionia del marito portandosi con sé i figli, per poi iniziare a dare un po' di testa ed è quindi ridotto a far da pilota ai dirigibili utilizzati per riprese televisive aeree di avvenimenti sportivi. Il suo spirito di revanche nei confronti del Paese che, dopo averlo decorato con stelle varie e altri riconoscimenti, lo ha pressoché dimenticato, lo porta a studiare un attentato-strage, trovandosi così in accordo con l'organizzazione palestinese che gli fornisce volentieri, oltre all'amante, anche l'esplosivo necessario e quant'altro. L'idea, infatti, è quella di far esplodere su uno stadio un ordigno dall'alto, trasportato da un dirigibile per riprese televisive: l'esplosione irradierà un paio di centinaia di migliaia di dardi d'acciaio, con un numero di vittime previste intorno alle 80.000 persone. L'esplosivo e i dardi - questi ultimi nascosti in statuette della Madonna - giungono al porto di New York su una nave battente bandiera libica. I due amanti-attentatori imbarcano su un motoscafo l'esplosivo: vengono sorpresi da una motovedetta della guardia costiera, ma riescono a scappare. Intanto, l'FBI e Kabakov, indagando, giungono anch'essi alla nave libica, ma troppo tardi. Urge quindi avere i connotati della donna: Kabakov incontra il colonnello Riat, eminente esponente del KGB, convincendolo a fornirgli informazioni su Dahlia. Riat non se lo fa dire due volte, e ne fornisce fotografia ed un dettagliato curriculum. Giunge però negli USA anche uno dei capi dell'organizzazione palestinese, Fasil, per ordinare a Dahlia di desistere: non solo non ci riesce, ma viene anche riconosciuto dall'FBI e perde la vita, dopo un inseguimento, in una sparatoria sulla spiaggia. Kabakov e l'agente FBI che si occupa del caso, Sam Corley, giungono alla conclusione che l'attentato avrà luogo a Miami durante il Super Bowl X, la decima finale del campionato di football americano, cui parteciperà come spettatore, tanto per complicare la vita ai federali, anche il presidente degli Stati Uniti, che non vuol sentire ragioni per rinunciarvi.
All'ultimo momento, però, lo sfortunato Lander vuole rinunciare: già declassato da pilota di guerra, ora è stato declassato anche da pilota di dirigibili, poiché gli vengono imputate le cattive riprese nel corso della precedente partita. Con argomenti e toni da consumata psicologa, Dahlia lo convince a proseguire: il pilota designato verrà da lei eliminato nella sua camera d'albergo con una pistolettata, e Lander, che conosce bene sia il secondo pilota che il team di operatori televisivi volanti, ne prenderà all'ultimo momento il posto, con il pretesto che questi si sia ferito accidentalmente. Il piano dei terroristi riesce e, mentre un nugolo mai visto di operatori della sicurezza sorveglia a terra lo stadio, il pericolo giunge dal cielo. Ma il diavolo fa le pentole senza coperchi: il cadavere del pilota designato viene casualmente scoperto, e l'FBI ne è immediatamente informato: a Corley e al maggiore israeliano è ormai chiaro da dove giunge la minaccia. A questo punto, Kabakov tenta il tutto per tutto: con un elicottero si getta all'inseguimento di Lander e Dahlia, che sono a bordo del dirigibile per compiere la loro missione suicida. Ne deriva un violento conflitto a fuoco a mezz'aria: Kabakov si ritrova nuovamente faccia a faccia con Dahlia, ma questa volta non ha indecisioni e la falcia con una raffica di mitra che abbatte anche Lander. Il dirigibile, rimasto senza pilota, ha perso parecchia quota e sfiora paurosamente lo stadio, abbattendo un traliccio di sostegno di alcuni riflettori e causando il panico tra gli spettatori, che si abbandonano ad un fuggi fuggi generale. Per giunta, prima di morire, Lander è riuscito ad innescare la miccia dell'ordigno e quindi l'aeromobile può ancora provocare la strage. Kabakov, non senza rischi, appeso ad una corda dall'elicottero, aggancia la coda del dirigibile e trascina via il mezzo aerostatico sul mare aperto. Appena giunti a distanza di sicurezza dalla terraferma, Kabakov sgancia la corda e si allontana con l'elicottero mettendosi in salvo. Passano pochi secondi e il dirigibile esplode, sparando in mare tutti i dardi d'acciaio senza causare vittime. Il tentativo di Kabakov ha avuto successo e il tremendo attentato è stato sventato.

## Colonna sonora
La colonna sonora del film è stata composta da John Williams. Nel gennaio 2010, Film Score Monthly ha pubblicato un'edizione limitata di 10.000 copie della colonna sonora inedita, remixata dai master originali.